# Puch bei Weiz
Puch bei Weiz – gmina w Austrii, w kraju związkowym Styria, w powiecie Weiz. Liczy 2071 mieszkańców (1 stycznia 2015).